# Африканская масковая сипуха
Африканская масковая сипуха, или конголезская масковая сипуха (лат. Tyto prigoginei) — вид сов из рода сипух семейства Tytonidae. Ареал ограничивается субтропическими и тропическими горными лесами в восточной части Республики Конго. Вид находится под угрозой вымирания. Видовое название дано в честь бельгийского орнитолога российского происхождения Александра Пригожина, который предоставил Шоутедену первый экземпляр данного вида.

## Описание
Вид описан по двум экземплярам, отловленным с промежутком в 45 лет.
Длина тела африканской масковой сипухи достигает 24 см. Масса представителей данного вида — 195 г. Глаза относительно маленькие. Низ тела светло-ржавого цвета с несколькими белыми пятнами, которые «обведены» чёрным цветом. Цвет верхней части тела тёмно-ржавый.

## Среда обитания и образ жизни
Все немногочисленные наблюдения были сделаны на относительно небольшой территории вблизи озера Танганьика. 